# Gare de Laxå
La Gare de Laxå (suédois: Laxå station) est une gare ferroviaire suédoise à Laxå. Elle se trouve au nord de la ville.

## Situation ferroviaire
La gare se trouve sur la ligne du Vestra Stambana (qui parcourt le pays de Göteborg à Stockholm), à 229 km de Göteborg .

## Histoire et patrimoine ferroviaire
La gare est construite en 1866. En 2010 Jernhusen vend le bâtiment de la gare à la Municipalité de Laxå pour un montant de 100 000 kronor. La municipalité dépense un autre 13,6 millions de couronnes pour la moderniser; elle ouvre comme un nouveau "centre de voyage" en 2012 au service des citoyens de la région .